# Мілн (затока)
Затока Мілн (англ. Milne Bay) — велика затока в південно-східній частині Папуа Нової Гвінеї в провінції Мілн-Бей. Понад 35 кілометрів в довжину і більше 15 кілометрів в ширину, є захищеним глибоководним портом, оточеним лісистим хребтом Стірлінга з півночі і півдня, а також мангровими лісами у вузькій прибережній смузі. Затока названа на честь сера Александера Мілна.

## Історія
Затоку відкрив іспанський мореплавець Луїс Ваес де Торрес в липні 1606 року. В 1850 капітан Оуен Стенлі зробив докладний опис затоки та наніс її на карту.

### Друга світова війна
Під час Другої світової війни затока була місцем битви в 1942 році, а в кінці 1943 року стала однією з головних баз підтримки кампанії в Новій Гвінеї. В січні 1944 в гавані одночасно знаходилося понад 140 військових та транспортних суден. Завантаженість затоки була зменшена після відкриття порту в Фіншхафені та значних логістичних вдосконалень в затоці Мілн.

## Галерея

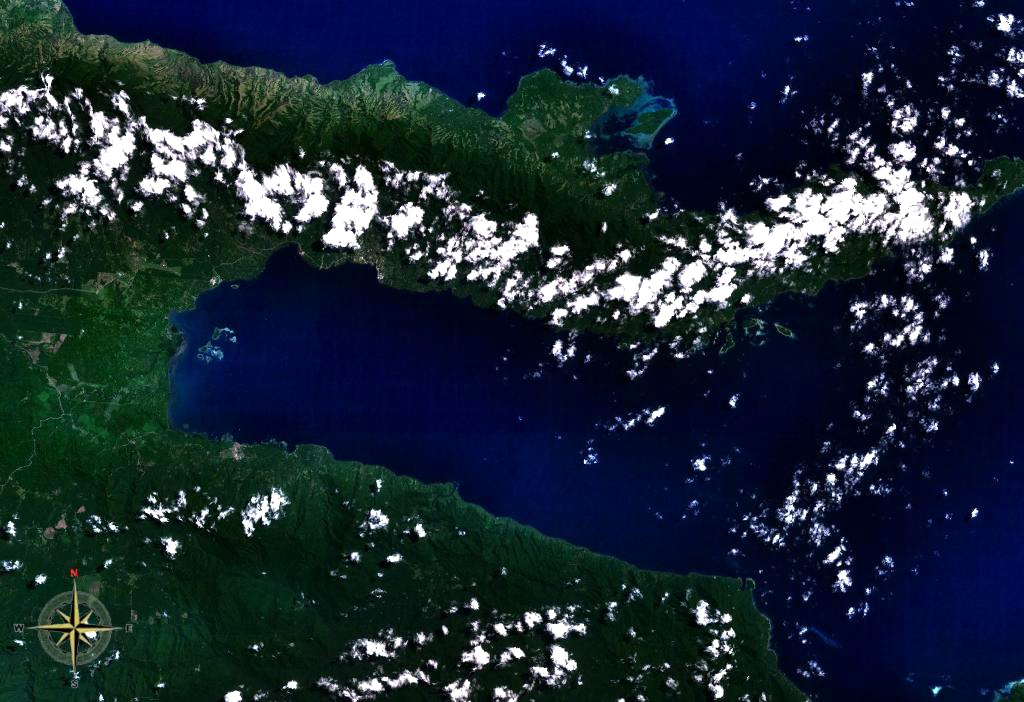
Затока Мілн. Вигляд з космосу.
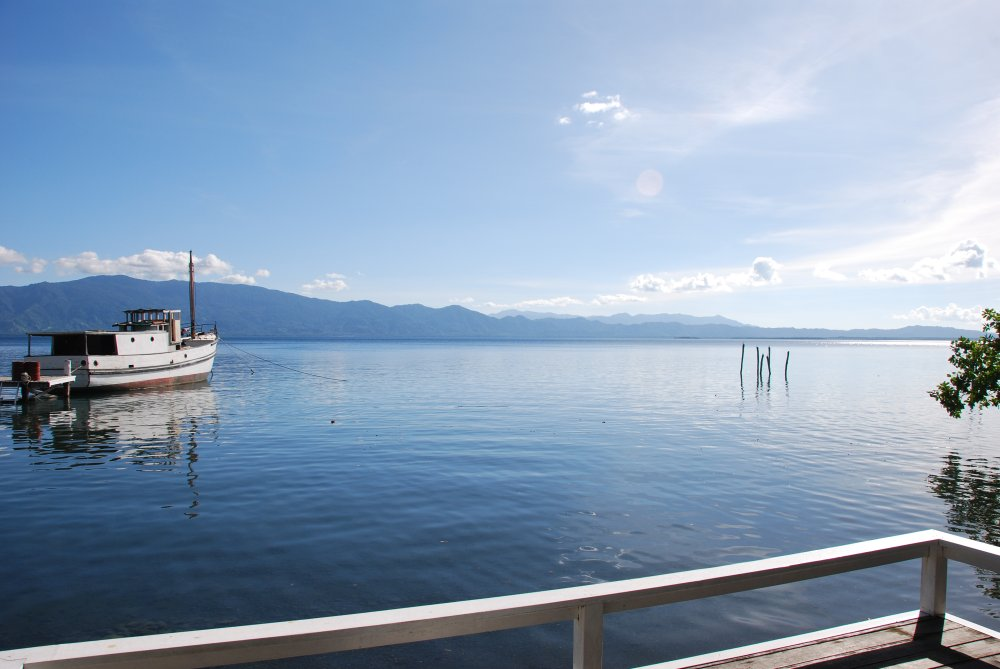
Затока Мілн з Алотау.
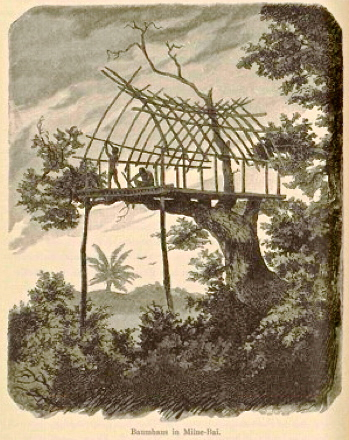
Будинок, 1884-1885 рр.